# Earl Johnson (athlétisme)
Ne doit pas être confondu avec Gary Earl Johnson.
Pour les articles homonymes, voir Earl Johnson.
Richard Earle « Earl » Johnson (né le 10 mars 1891 à Woodstock et décédé en novembre 1965) est un athlète américain spécialiste du 10 000 mètres. Affilié au Edgar Thompson Steel Works, il mesurait 1,70 m pour 59 kg.

## Biographie

### Palmarès
| Date | Compétition           | Lieu  | Résultat | Épreuve          | Performance   |
| ---- | --------------------- | ----- | -------- | ---------------- | ------------- |
| 1924 | Jeux olympiques d'été | Paris | 8e       | 10 000 mètres    | 32 min 17 s 0 |
| 1924 | Jeux olympiques d'été | Paris | 3e       | Cross individuel | 35 min 21 s 0 |
| 1924 | Jeux olympiques d'été | Paris | 2e       | Cross par équipe | 14 pts        |

### Records
| Épreuve       | Performance   | Lieu | Date |
| ------------- | ------------- | ---- | ---- |
| 10 000 mètres | 32 min 17 s 0 |      | 1924 |